# Regine Vergeen
Regine Vergeen (* 1943 in Berlin) ist eine deutsche Schauspielerin und Hörspielsprecherin.

## Leben und Wirken
Ihre Ausbildung zur Schauspielerin an der Schauspielschule Bochum schloss Regine Vergeen im Jahr 1965 ab. Ihre Theaterstationen waren in der Folge das Schauspielhaus Bochum (1965–1966), das Theater Freiburg (1966–1968), das Grillo-Theater Essen (1967–1970), das Theater Oberhausen (1970–1972) und das Staatstheater Stuttgart (1972–1977). Seit 1977 gastiert sie unter anderem am Schauspiel Frankfurt, Burgtheater Wien, Theater Bonn, Ernst-Deutsch-Theater Hamburg, Fritz Rémond Theater Frankfurt und an den Staatstheatern Braunschweig, Karlsruhe, Wiesbaden und Darmstadt.
Seit 1975 ist Regine Vergeen auch in deutschen Fernsehfilmen und Fernsehserien häufig zu sehen. Alleine im Tatort hatte sie sieben Auftritte.
Die Stimme von Regine Vergeen kann man seit 1974 in über 170 Hörspielproduktionen verschiedener deutscher Rundfunkanstalten vernehmen.
Regine Vergeen lebt in Frankfurt am Main. Sie war mit dem Schauspieler Manfred Zapatka verheiratet. Aus dieser Beziehung entstammen die Schauspielerin Katharina Zapatka und ein weiteres Kind.

## Filmografie (Auswahl)
- 1975: Nach der Scheidung (Fernsehfilm)
- 1978: Tatort: Rot – rot – tot (Fernsehreihe)
- 1978: Amor (Fernsehfilm)
- 1979: Das tausendunderste Jahr (Fernsehfilm)
- 1979: Kläger und Beklagte (Fernsehserie, 3 Folgen)
- 1982: Schlaflose Tage (Fernsehfilm)
- 1984: Geschichten aus der Heimat (Fernsehserie, Episode „Kohl und Pinkel“)
- 1986: Tatort: Einer sah den Mörder (Fernsehreihe)
- 1986: Mademoiselle Fifi (Fernsehfilm)
- 1987: Tatort: Spiel mit dem Feuer (Fernsehreihe)
- 1987: Tatort: Eine Million Mäuse (Fernsehreihe)
- 1987: Die Freitreppe (Fernsehfilm)
- 1988: Der Fahnder (Fernsehserie, 1 Folge)
- 1989: Letzten Sommer in Kreuzberg (Fernsehfilm)
- 1989: Schwarzenberg (Fernseh-Zweiteiler)
- 1990: Pfarrerin Lenau (Fernsehserie, 1 Folge)
- 1993–2003: Der Landarzt (Fernsehserie, 9 Folgen)
- 1993: Tatort: Himmel und Erde (Fernsehreihe)
- 1994: Tatort: Der Rastplatzmörder (Fernsehreihe)
- 1994: Die Gerichtsreporterin (Fernsehserie, 1 Folge)
- 1995: Die Fallers – Eine Schwarzwaldfamilie (Fernsehserie, 1 Folge)
- 1995: Westerdeich (Fernsehserie, 37 Folgen)
- 1996: Tresko – Amigo Affäre (Fernsehfilm)
- 1996: Rosamunde Pilcher: Eine besondere Liebe (Fernsehfilm)
- 1997: OP ruft Dr. Bruckner (Fernsehserie, 1 Folge)
- 1998: Stadtklinik (Fernsehserie, 1 Folge)
- 1999, 2021: Ein Fall für zwei (Fernsehserie, 2 Folgen)
- 1999: Zugriff (Fernsehserie, 1 Folge)
- 1999: Florian – Liebe aus ganzem Herzen (Fernsehfilm)
- 2000: Oi!Warning
- 2001: Tatort: Oskar (Fernsehreihe)
- 2002: Storno
- 2002: Der kleine Mönch (Fernsehserie, 1 Folge)
- 2003: SOKO Leipzig (Fernsehserie, 1 Folge)
- 2005: Was für ein schöner Tag (Fernsehfilm)
- 2007: Ein Teufel für Familie Engel (Fernsehfilm)
- 2007: Sehnsucht nach Rimini (Fernsehfilm)
- 2008–2010: Rennschwein Rudi Rüssel (Fernsehserie, 39 Folgen)
- 2012: Die Vampirschwestern
- 2015–2016: Matterns Revier (Fernsehserie, 8 Folgen)
- 2018: Rentnercops (Fernsehserie, 1 Folge)
- 2019: Mit der Tür ins Haus (Fernsehfilm)
- 2020: Modell Olimpia
- 2025: Der Staatsanwalt: Der Tod hat Vorfahrt

## Hörspiele (Auswahl)
- 1974: Karl Otto Mühl: Rheinpromenade – Regie: Otto Düben
- 1974: Ulrich Raschke: Tanz auf fremden Hochzeiten – Regie: Claus Villinger
- 1981: Ingrid Malzer: Ralfi, Ralfi – Regie: Peter Liermann
- 1982: Elfie Donnelly Der rote Strumpf – Regie: Günther Sauer
- 1987: Horst Bieber: Alter schützt vor Scharfsinn nicht – Regie: Heinz Wilhelm Schwarz
- 1988: Karl-Heinz Bölling: Die Entlassung – Regie: Hans Gerd Krogmann
- 1989: Hans Werner Knobloch: Sternschnuppenzeit (2 Teile) – Regie: Daniela von Goddenthow
- 1990: Karl-Heinz Bölling: Heinzchens erster Tag – Regie: Hans Gerd Krogmann
- 1990: Simon Moss: Love me tender – Regie: Dieter Carls
- 1991: Elke Marsh: Tutu und die Göttin des Vulkans – Regie: Ursula Weck
- 1993: Günter Bien: De Mortuis Nil Nisi Bene – Regie: Burkhard Schmidt
- 1994: Christian Bieniek: Zimmer frei – Regie: Burkhard Schmidt
- 1996: Michael Molsner: Die Ankunft – Regie: Ulrich Lampen
- 1997: Andy Smith: Stille Post – Regie: Ulrich Lampen
- 2000: Sebastian Goy: Teresas Tagebuch – Regie: Annette Berger
- 2001: Tom Peuckert: Süßes Gift – Regie: Thomas Leutzbach
- 2009: Wolfgang Koeppen: Der Tod in Rom (2 Teile) – Regie: Leonhard Koppelmann
- 2013: Benno Hurt: Eine Reise ans Meer – Regie: Christoph Pragua
- 2018: Ken Follett: Das Fundament der Ewigkeit (6 Teile) – Regie: Thomas Werner